# Margarornis stellatus
El subepalo estrellado (Margarornis stellatus), también denominado subepalo pechiestrellado, corretroncos barbiblanco (en Colombia), subepalo fulvipunteado (en Ecuador) o pijuí moteado, es una especie de ave paseriforme de la familia Furnariidae perteneciente al género Margarornis. Es nativa de la región andina del noroeste de América del Sur.

## Distribución y hábitat
Se distribuye en los Andes occidentales y centrales de Colombia (hacia el sur desde el sur de Chocó, y en Antioquia) y en el oeste de Ecuador (al sur hasta Pichincha; registros antiguos en Chimborazo).
Esta especie es considerada rara y local (aparentemente más numerosa en Colombia) en su hábitat natural, el interior y el borde del bosque de niebla y otros bosques húmedos montanos con abundantes musgos en los troncos de los árboles y epifitas. Emplea el estrato medio y alto del bosque, entre los 1200 y 2200 m de altitud, siendo más común por encima de los 1600 m s. n. m.

## Descripción
Mide entre 13 y 14 cm de longitud y pesa entre 21 y 22 g. El plumaje es castaño rojizo en las partes superiores, y en las inferiores más colorido y anaranjado. Su garganta es blanca y su pecho tiene manchas en forma de lágrimas blancas. Tiene la cola larga, con puntas espinosas.

## Alimentación
Se alimenta principalmente de artrópodos, entre los que se destacan las larvas de mariposa, que busca en las ramas de los árboles, entre los musgos y bromelias.

## Estado de conservación
El subepalo estrellado ha sido calificado como casi amenazado por la Unión Internacional para la Conservación de la Naturaleza (IUCN) debido a que se restringe a una zona de distribución moderadamente pequeña dentro de un rango altitudinal también moderado, en el cual la destrucción de hábitat es extensa; por esta causa, cualquier evidencia de aumento de las tasas de declinio debería ser cuidadosamente monitorada. La población, todavía no cuantificada, es considerada en declinio y no severamente fragmentada.

## Sistemática

### Descripción original
La especie M. stellatus fue descrita por primera vez por los zoólogos británicos Philip Lutley Sclater y Osbert Salvin en 1873 bajo el nombre científico Margarornis stellata; su localidad tipo es: «Provincia de Quito, Ecuador».

### Etimología
El nombre genérico masculino «Margarornis» deriva del griego «margaron»: perla y «ornis, ornithos»: pájaro, ave, significando «pájaro perlado»; y el nombre de la especie «stellatus», proviene del latín: estrellado.

### Taxonomía
Es monotípica.